# III Liceum Ogólnokształcące im. Mikołaja Kopernika w Kaliszu
III Liceum Ogólnokształcące im. Mikołaja Kopernika w Kaliszu – liceum ogólnokształcące położone w Śródmieściu Kalisza.

## Kalendarium
- W 1903 wybudowano, według planów architekta Józefa Chrzanowskiego, gmach szkolny dla połączonych szkół – przeniesionej z Włocławka do Kalisza państwowej Szkoły Realnej oraz szkoły prywatnej Edwarda Pawłowicza, powstałej w 1873. W budynku mieści się III Liceum Ogólnokształcące im. Mikołaja Kopernika[1].
- Szkoła – powołana do życia w niepodległej, odrodzonej po zaborach Polsce decyzją Ministerstwa Wyznań Religijnych i Oświecenia publicznego w listopadzie 1918 r. jako Państwowe Żeńskie Gimnazjum im. Anny Jagiellonki – była ośmioklasową szkołą średnią o profilu matematyczno-przyrodniczym. Po reformie szkolnictwa w 1932 r. utworzono czteroklasowe gimnazjum oraz kontynuujące je dwuletnie liceum uwieńczone dużą maturą.
- W 1948 r. wprowadzono kolejny system szkolny, oparty na obowiązkowej siedmioklasowej szkole podstawowej, na podbudowie której powstało czteroletnie liceum ogólnokształcące.
- Od września 1967 r. liceum – dotychczas żeńskie – zostało szkołą koedukacyjną. Utworzono – obok profilu podstawowego – klasy o profilu matematyczno-fizycznym oraz sportowym. Ponieważ naukę w szkole średniej rozpoczynał „powojenny wyż demograficzny”, liczba uczniów osiągała w klasach 40 i więcej osób, a liczba oddziałów osiągnęła nawet 27.
- Do 2013 r. liceum funkcjonowało przy Zespole Szkół Ponadgimnazjalnych nr1 obok Liceum Ogólnokształcącego dla Dorosłych oraz Uzupełniającego Liceum Ogólnokształcącego dla Dorosłych. Po likwidacji tych szkół, zespół rozwiązano[2].

## O szkole
Szkoła dysponuje dwiema pracowniami komputerowymi, gabinetem językowym, dwiema salami gimnastycznymi i siłownią, biblioteką połączoną z czytelnią, salą multimedialną. Uczniowie mogą rozwijać swe zainteresowania naukowe i artystyczne w kołach przedmiotowych, na zajęciach plastycznych i w chórze. W Ogólnopolskim Rankingu Liceów Ogólnokształcących 2013 III L.O. zajęło wśród kaliskich szkół średnich najwyższą lokatę. Tę pozycję Kopernik utrzymał w 2014 r. zajmując 6. miejsce w Wielkopolsce. Szkoła realizuje wymianę międzynarodową z Holandią (Haren), Słowacją (Martin), Ukrainą (Krzemieniec) i Izraelem
Przełożonymi szkoły, zwanymi później dyrektorami szkoły byli kolejno:
1. mgr Zofia Bassakówna (1918-1931),
2. dr Aleksandra Skocka (1931-1936),
3. dr Jadwiga Biernacka (1936-1938),
4. mgr Władysława Wawrzykowska (1938-1939),
5. mgr Lubomir Fabrycy (1945-1946) – dyrektor młodzieży trzech kaliskich gimnazjów pobierających naukę w gmachach szkoły,
6. mgr Władysława Wawrzykowska (1946-1949),
7. mgr Marta Hańczewska (1949-1950),
8. mgr Magdalena Rudnicka (1950-1969),
9. mgr Eugenia Pastuszek (1969-1983),
10. mgr Jerzy Goździelewski (1983-1993),
11. dr Elżbieta Steczek-Czerniawska (1993-2013),
12. mgr Anna Narewska (2013-2024),
13. dr Grzegorz Wieczorek (od 2024 roku)

## Absolwenci
- Jacek Antczak – reporter[6],
- Natalia Gałczyńska – pisarka[6]; wg niektórych źródeł ukończyła Gimnazjum im. K. Hoffmanowej w Warszawie[7], a jej nazwiska (Awałow) nie odnotowuje spis absolwentów Gimnazjum im. Anny Jagiellonki z lat 1924–1939[8],
- Maciej Kurzajewski – dziennikarz sportowy[6],
- Michał Lesień – aktor[9],
- Adam Rogacki – prawnik, polityk,
- Zdzisława Sośnicka – piosenkarka[6],
- Halina Sutarzewicz – historyk literatury[6],
- Elżbieta Streker-Dembińska – polityk, samorządowiec,
- Anna Szmajdzińska – posłanka[10],
- Maria Vetulani – lekarka chirurgii stomatologicznej, doktor medycyny, działaczka społeczna,
- Agata Walczak-Niewiadomska – naukowczyni na Uniwersytecie Łódzkim,
- Barbara Wypych – aktorka.